# Liste der Nintendo-Switch-Spiele/N
| Titel                                                       | Entwickler                                     | Herausgeber                               | Genre                 | Handel | Veröffentlichung D/A/CH                       |
| ----------------------------------------------------------- | ---------------------------------------------- | ----------------------------------------- | --------------------- | ------ | --------------------------------------------- |
| N++                                                         | Metanet Software                               | Metanet Software Retail: Super Rare Games | Platformer            | Ja     | 24. Mai 2018 Retail: 29. November 2018        |
| NAIRI: Tower of Shirin                                      | Homebear Studios                               | Another Indie Studio                      | Adventure             | Nein   | 29. November 2018                             |
| Namco Museum Retail: Namco Museum Arcade PAC                | Bandai Namco Studios                           | Bandai Namco Entertainment                | Spielesammlung        | Ja     | 28. Juli 2017 Retail: 28. September 2017      |
| Narcos: Rise of the Cartels                                 | Kuju Entertainment                             | Curve Digital                             | Action                | Nein   | 21. November 2019                             |
| Naruto: Ultimate Ninja Storm                                | CyberConnect2                                  | Bandai Namco Entertainment                | Fighting              | Nein   | 26. April 2018                                |
| NARUTO SHIPPUDEN: Ultimate Ninja STORM 2                    | CyberConnect2                                  | Bandai Namco Entertainment                | Fighting              | Nein   | 26. April 2018                                |
| NARUTO SHIPPUDEN: Ultimate Ninja STORM 3 Full Burst HD      | CyberConnect2                                  | Bandai Namco Entertainment                | Fighting              | Nein   | 26. April 2018                                |
| NARUTO SHIPPUDEN: Ultimate Ninja STORM 4 Road to Boruto     | CyberConnect2                                  | Bandai Namco Entertainment                | Fighting              | Ja     | 24. April 2020                                |
| NBA 2K18                                                    | Visual Concepts                                | 2K Games                                  | Sport                 | Ja     | 15. September 2017 Retail: 17. Oktober 2017   |
| NBA 2K19                                                    | Visual Concepts                                | 2K Games                                  | Sport                 | Ja     | 11. September 2018                            |
| NBA 2K20                                                    | Visual Concepts                                | 2K Games                                  | Sport                 | Ja     | 6. September 2019                             |
| NBA Playgrounds                                             | Saber Interactive                              | Saber Interactive                         | Sport                 | Nein   | 9. Mai 2017                                   |
| NBA 2K Playgrounds 2                                        | Saber Interactive                              | 2K Games                                  | Sport Basketball      | Ja     | 16. Oktober 2018                              |
| Necrosphere Deluxe                                          | Unities                                        | Unities                                   | Action                | Nein   | 31. Januar 2019                               |
| NecroWorm                                                   | Postpunk Games                                 | Walkabout Games                           | Action                | Nein   | 26. März 2020                                 |
| Nefarious                                                   | StarBlade                                      | Digerati                                  | Platformer            | Nein   | 13. September 2018                            |
| NekoMiko                                                    | qureate                                        | qureate                                   | Visual Novel          | Nein   | 5. Dezember 2019                              |
| Nekopara Vol. 1                                             | Neko Works                                     | Neko Works                                | Visual Novel          | Nein   | 23. Oktober 2018                              |
| Nekopara Vol. 2                                             | Neko Works                                     | Neko Works                                | Visual Novel          | Nein   | 14. Februar 2019                              |
| Nekopara Vol. 3                                             | Neko Works                                     | Neko Works                                | Visual Novel          | Nein   | 27. Juni 2019                                 |
| Nelke & the Legendary Alchemists: Ateliers of the New World | Koei Tecmo Games                               | Koei Tecmo Games                          | Adventure             | Ja     | 29. März 2019                                 |
| Nelly Cootalot: The Fowl Fleet                              | Application Systems Heidelberg Software        | Application Systems Heidelberg Software   | Adventure Puzzle      | Nein   | 11. Juli 2019                                 |
| NEO: The World Ends with You                                | Square Enix Creative Business Unit I, h.a.n.d. | Square Enix                               | Action-Rollenspiel    | Ja     | 27. Juli 2021                                 |
| Neo ATLAS 1469                                              | Artdlink                                       | Artdlink Retail: NIS America              | Simulation            | Ja     | 19. April 2018 Retail: 12. April 2019         |
| Neo Cab                                                     | Chance Agency                                  | Surprise Attack Pty                       | Adventure             | Nein   | 3. Oktober 2019                               |
| Neon Caves                                                  | Force of Habit                                 | Force of Habit                            | Shoot 'em up          | Nein   | 27. März 2019                                 |
| Neon Chrome                                                 | 10tons                                         | 10tons                                    | Twin-stick Shooter    | Nein   | 12. Oktober 2017                              |
| Neon City Riders                                            | Mecha Studios                                  | Bromio                                    | Action                | Nein   | 12. März 2020                                 |
| Neon Drive                                                  | Fraoula                                        | Fraoula                                   | Rennspiel             | Nein   | 19. September 2019                            |
| Neon Junctions                                              | 9 Eyes Game Studio                             | Ratalaika Games                           | Puzzle                | Nein   | 7. Juni 2019                                  |
| Neonwall                                                    | Norain Games                                   | Jandusoft                                 | Rail Shooter          | Nein   | 15. März 2018                                 |
| NeuroVoider                                                 | Flying Oak Games                               | Plug In Digital                           | Action-Rollenspiel    | Nein   | 7. September 2017                             |
| Nerdook Bundle Vol. 1                                       | Digerati                                       | Digerati                                  | Rollenspiel           | Nein   | 19. März 2020                                 |
| Nerved                                                      | Playstige Interactive                          | Playstige Interactive                     | Adventure             | Nein   | 6. Februar 2020                               |
| Never Again                                                 | Primary Games                                  | Redblack Spade                            | Adventure             | Nein   | 30. Januar 2020                               |
| Never Give Up                                               | Armor Games                                    | Armor Games                               | Action                | Nein   | 13. August 2019                               |
| Never Stop                                                  | Pixelsplit                                     | Pixelsplit                                | Platformer            | Nein   | 15. Mai 2018                                  |
| Never Stop Sneakin’                                         | Humble Hearts                                  | Humble Hearts                             | Stealth               | Nein   | 8. Januar 2018                                |
| Neverlast                                                   | Sabec                                          | Sabec                                     | Action                | Nein   | 9. August 2019                                |
| Neverout                                                    | Gamedust                                       | Gamedust                                  | Puzzle                | Nein   | 10. Juli 2018                                 |
| Neverwinter Nights: Enhanced Edition                        | Skybound Games                                 | Beamdog                                   | Rollenspiel           | Ja     | 3. Dezember 2019                              |
| New Frontier Days: Founding Pioneers                        | Arc System Works                               | Arc System Works                          | Simulation            | Nein   | 3. März 2017                                  |
| New Star Manager                                            | FiveAcesPublishing                             | FiveAcesPublishing                        | Simulation            | Nein   | 31. Januar 2019                               |
| New Super Lucky's Tale                                      | Playful Studios                                | Playful Studios                           | Platformer            | Ja     | 8. November 2019                              |
| New Super Mario Bros. U Deluxe                              | Nintendo                                       | Nintendo                                  | Platformer            | Ja     | 11. Januar 2019                               |
| Newt One                                                    | Whitethorn Digital                             | Whitethorn Digital                        | Platformer            | Nein   | 12. September 2019                            |
| Next Up Hero                                                | Digital Continue                               | Aspyr                                     | Action-Adventure      | Nein   | 16. August 2018                               |
| Ni no Kuni: Der Fluch der Weißen Königin                    | Bandai Namco Entertainment                     | Bandai Namco Entertainment                | Rollenspiel           | Ja     | 20. September 2019                            |
| Nice Slice                                                  | Kool2Play                                      | Kool2Play                                 | Arcade                | Nein   | 14. Februar 2019                              |
| Nickelodeon Kart Racers                                     | Bamtang                                        | GameMill Entertainment                    | Rennspiel             | Ja     | 23. Oktober 2018                              |
| Nicky - The Home Alone Golf Ball                            | MinimalLab                                     | QUByte Interactive                        | Adventure Puzzle      | Nein   | 7. Januar 2020                                |
| Nidhogg 2                                                   | Messhof Games                                  | Messhof Games                             | Platformer            | Nein   | 22. November 2018                             |
| Niffelheim                                                  | Ellada Games                                   | IP Arutyunyan Andrey Aramaisovich         | Adventure             | Nein   | 20. September 2019                            |
| Night in the Woods                                          | Fiji                                           | Finji                                     | Adventure             | Nein   | 1. Februar 2018                               |
| Night Trap - 25th Anniversary Edition                       | Screaming Villains                             | Limited Run Games                         | FMV-Horror            | Ja     | 24. August 2018                               |
| Nightmare Boy                                               | The Vanir Project                              | Badland Games                             | Metroidvania          | Nein   | 16. Januar 2018                               |
| Nights of Azure 2: Bride of the New Moon                    | Koei Tecmo Games                               | Koei Tecmo                                | Action                | Ja     | 27. Oktober 2017                              |
| Nightshade                                                  | RED Entertainment                              | D3 Publisher                              | Adventure             | Nein   | 20. Dezember 2018                             |
| Nihilumbra                                                  | BeautiFun Games                                | BeautiFun Games                           | Puzzle                | Nein   | 3. Mai 2018                                   |
| Nine Parchments                                             | Frozenbyte                                     | Frozenbyte                                | Action                | Nein   | 5. Dezember 2017                              |
| Ninja Shodown                                               | Bitmap Bureau                                  | Rising Star Games                         | Action                | Nein   | 5. Oktober 2017                               |
| Ninja Striker!                                              | Q-Cumber Factory                               | Flyhigh Works                             | Simulation            | Nein   | 19. April 2018                                |
| Ninja Village                                               | Kairosoft                                      | Kairosoft                                 | Simulation            | Nein   | 28. Februar 2019                              |
| Ninjin: Clash of Carrots                                    | Pocket Trap                                    | Modus Games                               | Beat 'em up           | Nein   | 4. September 2018                             |
| NinNinDays                                                  | qureate                                        | qureate                                   | Visual Novel          | Nein   | 12. März 2020                                 |
| Nintendo Labo Toy-Con 01: Multi-Set                         | Nintendo EPD                                   | Nintendo                                  | Konstruktion          | Ja     | 27. April 2018                                |
| Nintendo Labo Toy-Con 02: Robo-Kit                          | Nintendo EPD                                   | Nintendo                                  | Konstruktion          | Ja     | 27. April 2018                                |
| Nintendo Labo Toy-Con 03: Fahrzeug-Set                      | Nintendo EPD                                   | Nintendo                                  | Konstruktion          | Ja     | 14. September 2018                            |
| Nintendo Labo Toy-Con 04: VR-Set                            | Nintendo EPD                                   | Nintendo                                  | Konstruktion          | Ja     | 12. April 2019                                |
| Nintendo Switch Sports                                      | Nintendo EPD                                   | Nintendo                                  | Sportsimulation       | Ja     | 29. April 2022                                |
| Nippon Marathon                                             | PQube                                          | PQube                                     | Platformer            | Ja     | 17. Dezember 2018 Retail: 21. Juni 2019       |
| No Heroes Here                                              | Mad Mimic                                      | Mad Mimic                                 | Tower Defense         | Nein   | 14. Juli 2018                                 |
| No More Heroes                                              | Grasshopper Manufacture                        | Marvelous                                 | Hack and Slay         | Nein   | 28. Oktober 2020                              |
| No Thing                                                    | Evil Indie Games                               | Evil Indie Games                          | Action                | Nein   | 22. März 2018                                 |
| No Time to Relax                                            | Porcelain Fortress                             | Porcelain Fortress                        | Simulation            | Nein   | 20. Februar 2020                              |
| Noir Chronicles: City of Crime                              | Artifex Mundi                                  | Artifex Mundi                             | Adventure             | Nein   | 9. November 2018                              |
| Nonograms Prophecy                                          | No Gravity Games                               | No Gravity Games                          | Puzzle                | Nein   | 22. November 2019                             |
| NoReloaded Heroes                                           | Forever Entertainment                          | Forever Entertainment                     | Action                | Nein   | 26. Juli 2018                                 |
| North                                                       | Sometimes You                                  | Sometimes You                             | Adventure             | Nein   | 6. März 2018                                  |
| Northgard                                                   | Shiro Games                                    | Shiro Games                               | Strategie             | Ja     | 26. September 2019 Retail: 27. September 2019 |
| Not a Hero: Super Snazzy Edition                            | Roll7                                          | Devolver Digital                          | Action                | Nein   | 2. August 2018                                |
| Not Not - A Brain Buster                                    | QubicGames                                     | QubicGames                                | Puzzle                | Nein   | 15. März 2019                                 |
| Not Tonight: Take Back Control Edition                      | Panic Barn                                     | No More Robots                            | Adventure Rollenspiel | Nein   | 31. Januar 2020                               |
| Nuclear Throne                                              | Vlambeer                                       | Vlambeer                                  | Adventure             | Nein   | 20. März 2019                                 |
| Nuclien                                                     | Springloaded                                   | Springloaded                              | Puzzle                | Nein   | 19. Januar 2018                               |
| Null Drifter                                                | Panda Indie Studio                             | eastasiasoft                              | Shoot 'em up          | Nein   | 9. April 2020                                 |
| Numbala                                                     | Neurodio                                       | Neurodio                                  | Education Shooter     | Nein   | 31. Oktober 2018                              |
| Number Place 1000                                           | Success                                        | Success                                   | Puzzle                | Nein   | 3. Januar 2019                                |
| Nurse Love Addiction                                        | Kogado Studio                                  | DEGICA                                    | Visual Novel          | Nein   | 26. Dezember 2019                             |
| Nurse Love Syndrom                                          | Kogado Studio                                  | DEGICA                                    | Visual Novel          | Nein   | 26. Dezember 2019                             |
| Nyan Cat: Lost in Space                                     | isTom Games                                    | isTom Games                               | Action                | Nein   | 28. November 2019                             |